# Deltebre

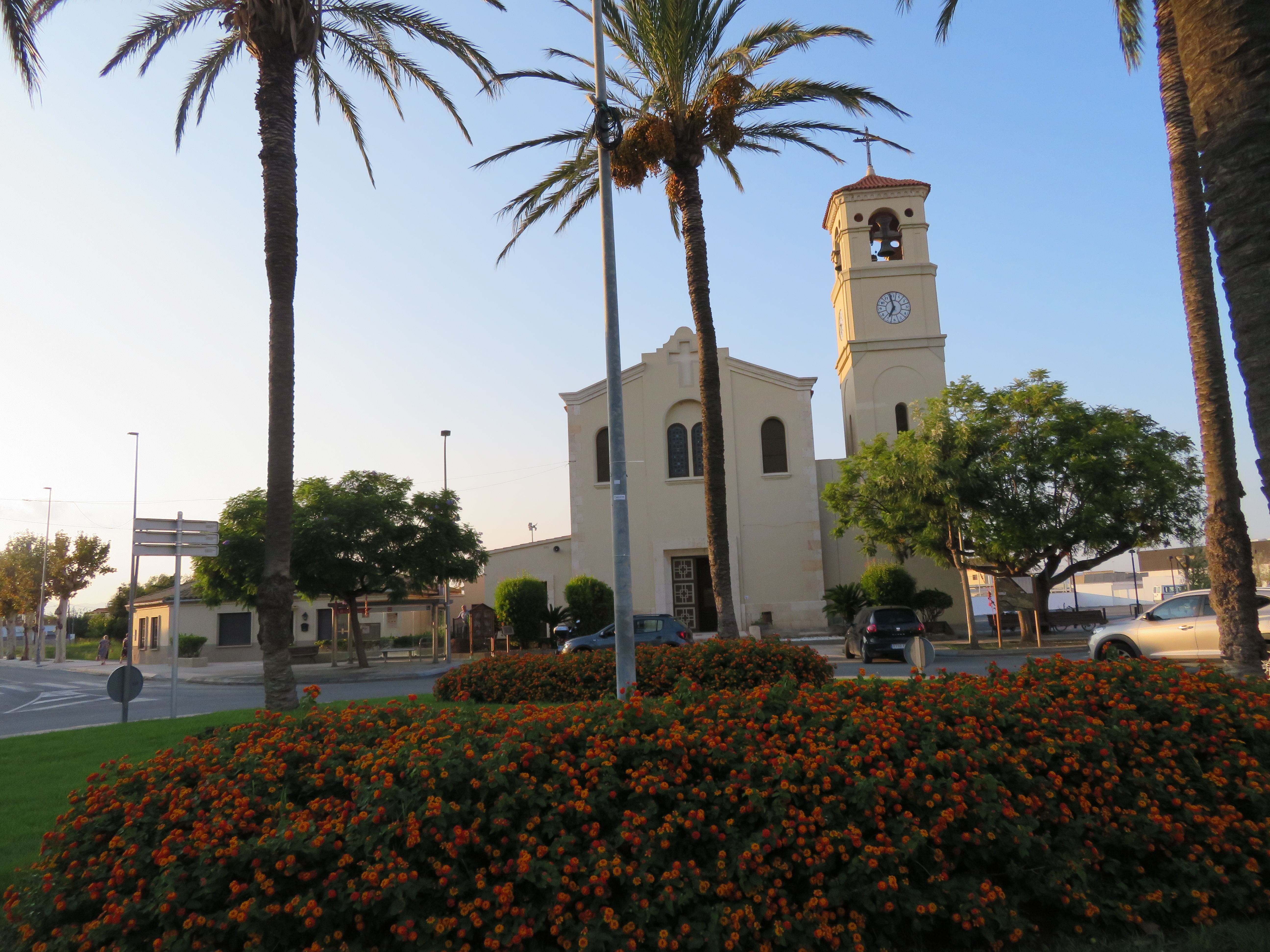
Deltebre

Deltebre là một đô thị trong comarca Baix Ebre, tỉnh Tarragona, cộng đồng tự trị Catalonia, Tây Ban Nha.

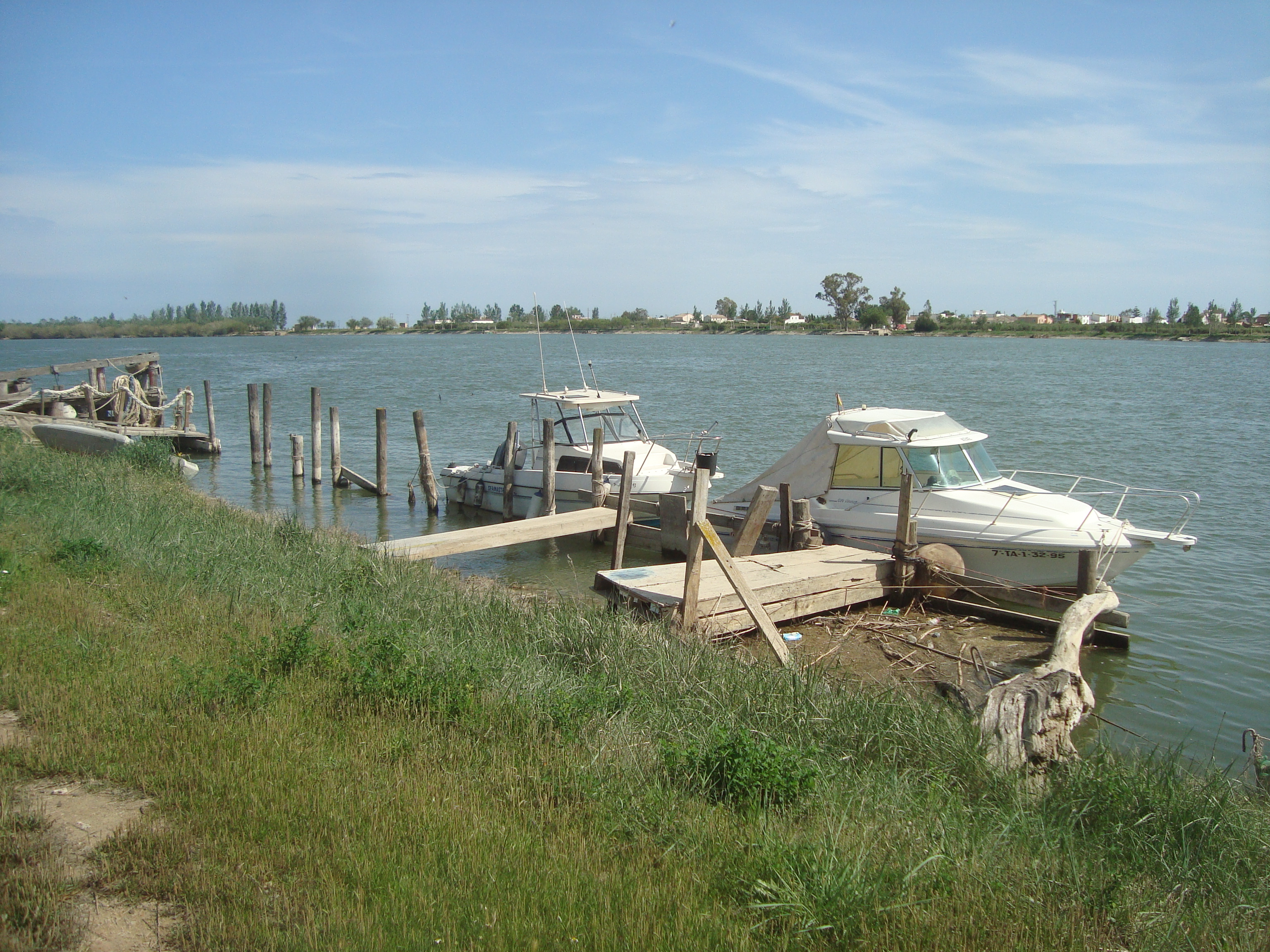
Deltebre